# استفانی گلیزر
استفانی گلیزر (انگلیسی: Stephanie Glaser; ۲۲ فوریهٔ ۱۹۲۰ – ۱۴ ژانویهٔ ۲۰۱۱) بازیگر تئاتر، و بازیگر سینما اهل سوئیس بود.